# Cristian Tudor
Cristian Dorin Tudor (23 de agosto de 1982 - 23 de diciembre de 2012) fue un futbolista rumano que jugaba en la posición de delantero.

## Biografía
En el año 2000 Tudor comenzó a jugar en el Sheriff Tiraspol, aunque posteriormente jugó en las categorías inferiores y en primera línea del Gloria Bistrița, donde junto a Serghei Dadu fue cedido al Alania Vladikavkaz. En el verano de 2004, firmó un contrato con el FC Moscú, donde por segunda vez fue cedido al Alania Vladikavkaz. En 2008, firmó un nuevo contrato con el Alania Vladikavkaz.
Falleció de cirrosis hepática el 23 de diciembre de 2012 en un hospital de Bistrița.

## Clubes[2]
| Club                  | País     | Año         | Partidos | Goles |
| --------------------- | -------- | ----------- | -------- | ----- |
| Gloria Bistrița       | Rumania  | 1998 - 2000 | 9        | 1     |
| Pistoiese (cedido)    | Italia   | 2000 – 2001 | 15       | 6     |
| Gloria Bistrița       | Rumania  | 2001 - 2002 |          |       |
| FC Sheriff Tiraspol   | Moldavia | 2002 - 2003 | 28       | 18    |
| FC Alania Vladikavkaz | Rusia    | 2003 - 2004 | 15       | 8     |
| FC Moscú              | Rusia    | 2004 - 2005 | 5        | 0     |
| FC Alania Vladikavkaz | Rusia    | 2005 - 2006 | 15       | 2     |
| FC Moscú              | Rusia    | 2006 - 2007 | 0        | 0     |
| FC Alania Vladikavkaz | Rusia    | 2008 - 2009 | 24       | 3     |